# Dưa chuột muối

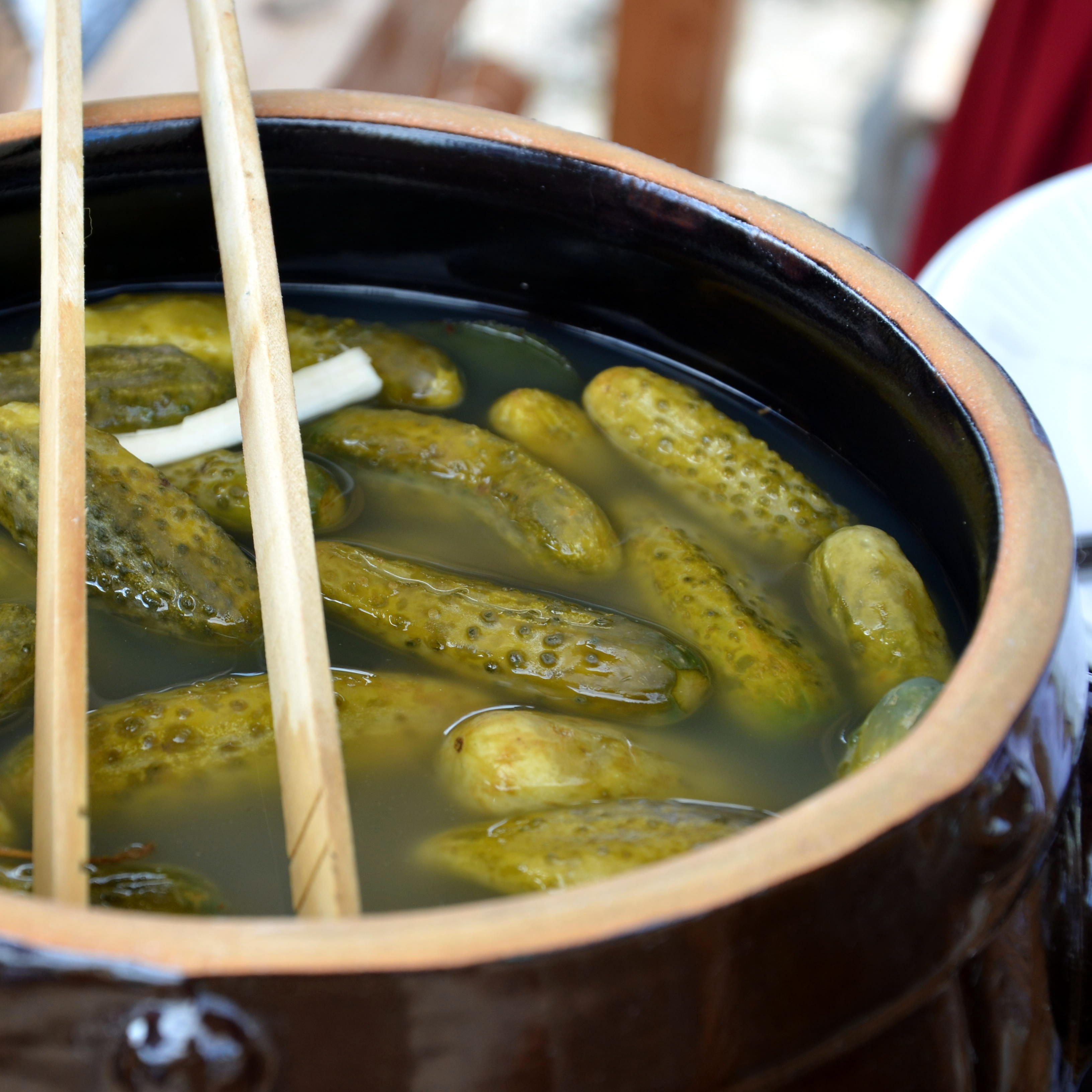
Dưa chuột muối chua (Pickle)

Dưa chuột muối chua (Pickled cucumber) thường được gọi là dưa muối (Pickle) ở Hoa Kỳ và Canada và dưa chuột gherkin ở Anh, Ireland, Úc, Nam Phi và New Zealand) là một loại dưa chuột (dưa leo) đã được ngâm trong nước muối, giấm hoặc các dung dịch khác rồi để nguyên để lên men trong một khoảng thời gian, bằng cách ngâm dưa chuột trong dung dịch có tính axit hoặc làm chua bằng quá trình lên men lacto.
Dưa chuột muối thường là một phần của món dưa chua trộn. Người ta thường khẳng định rằng dưa chuột muối lần đầu tiên được phát triển cho những người phu phen xây dựng Vạn Lý Trường Thành ở Trung Quốc, mặc dù một giả thuyết khác cho rằng chúng được sản xuất đầu tiên ở Thung lũng Tigris của Lưỡng Hà sử dụng dưa chuột mang về từ Ấn Độ.

## Phục vụ
Tại Hoa Kỳ, dưa chua thường được phục vụ như một món ăn kèm trong bữa ăn, thường một quả dưa chuột muối được cắt theo chiều dài thành phần tư hoặc phần sáu. Dưa chua có thể được sử dụng như một loại gia vị trên bánh hamburger hoặc bánh mì sandwich khác (thường ở dạng lát), hoặc ăn kèm xúc xích hoặc xúc xích ở dạng cắt nhỏ. Dưa chuột muối thường được sử dụng trong nhiều món ăn khác nhau chẳng hạn như bánh mì thịt nhồi dưa chua, salad khoai tây hoặc salad gà hoặc được dùng riêng như một món khai vị.
Dưa chuột muối chua đôi khi được phục vụ riêng rẽ như thức ăn lễ hội, thường là trên một que thí dụ như ở Nhật Bản, nó được gọi là "dưa chua que" (一本漬, ippon-tsuke). Dưa chua thì là được chiên, thường là chiên giòn với một lớp áo bột, đây là một món ăn phổ biến ở miền nam Hoa Kỳ. Ở Nga và Ukraine, dưa chua được sử dụng trong rassolnik: một món súp truyền thống được làm từ dưa chuột muối, lúa mạch, thận lợn hoặc bò, và các loại thảo mộc khác nhau. Món ăn này được biết đã có từ thế kỷ 15, khi nó được gọi là kalya. Ở miền nam nước Anh, dưa muối gherkin ngâm giấm được phục vụ như một món ăn kèm với cá và khoai tây chiên.